# نبی صالح
نبی صالح تاجر و بازرگان ایرانی-استرالیایی است که بیشتر به خاطر خرید کافه‌های گلوریا جین و تبدیل کردن آن به یک برند جهانی معروف است. او در حال حاضر به عنوان یکی از بزرگان کلیسای هیلسونگ به خدمت مشغول است.